# Distrikt Porto
Distrikt Porto (portugalsky Distrito do Porto) je jedním z distriktů v Portugalsku, nachází se na severozápadním pobřeží země. Největším městem je Porto, druhé největší město v Portugalsku. Na jihu sousedí s distrikty Aveiro a Viseu, na severu s distriktem Braga a na východě s distriktem Vila Real.
Rozloha distriktu je 2 395 km², v distriktu žije přibližně 1,82 milionu obyvatel. V roce 2017 tvořili nejpočetnější skupiny cizinců Brazilci, Číňané, Ukrajinci, Italové, Španělé, Angolané a Kapverďané.